# Hadi Mulyo
Hadi Mulyo is een bestuurslaag in het regentschap Mesuji van de provincie Lampung, Indonesië. Hadi Mulyo telt 2818 inwoners (volkstelling 2010).